# Sweets from a Stranger
Sweets from a Stranger är ett musikalbum av den brittiska musikgruppen Squeeze som gavs ut 1982 på skivbolaget A&M Records. Skivan innehåller bland annat den mindre singelhiten "Black Coffee in Bed". Efter att albumet utgivits genomförde gruppen en internationell turné för att sedan ta en paus på tre år.

## Låtlista
(alla låtar komponerade av Chris Difford och Glenn Tilbrook) 
1. "Out of Touch" – 3:50
2. "I Can't Hold On" – 3:34
3. "Points of View" – 4:12
4. "Stranger Than the Stranger on the Shore" – 3:19
5. "Onto the Dance Floor" – 3:37
6. "When the Hangover Strikes" – 4:29
7. "Black Coffee in Bed" – 6:12
8. "I've Returned" – 2:34
9. "Tongue Like a Knife" – 4:10
10. "His House Her Home" – 3:23
11. "The Very First Dance" – 3:17
12. "The Elephant Ride" – 3:22

## Listplaceringar
- Billboard 200, USA: #32[1]
- UK Albums Chart, Storbritannien: #20[2]
- Topplistan, Sverige: #23[3]